# Грэйсон, Кэтрин
Кэтрин Грэйсон (англ. Kathryn Grayson, 9 февраля 1922 — 17 февраля 2010) — американская актриса и певица сопрано.

## Биография
Кэтрин Грэйсон, урождённая Зелма Кэтрин Элизабет Хэдрик (англ. Zelma Kathryn Elisabeth Hedrick), родилась 9 февраля 1922 года в городе Уинстон-Сейлем (штат Северная Каролина, США). Позднее её семья переехала в Сент-Луис, где во время небольшого выступления в Муниципальном оперном театре (англ.) её талант певицы был замечен. После этого она получала уроки пения в Чикагской городской опере.
В самом начале 1940-х годов она подписала контракт с киностудией «MGM» и в 1941 году состоялся её дебют — в фильме «Частный секретарь Энди Харди». Студия «MGM» решила сделать из Кэтрин вторую Дину Дурбин, которая в те годы блистала на «Universal Studios», и в течение последующего десятилетия Грэйсон появилась в таких знаменитых фильмах, как «Тысячи приветствий» (1943), «Поднять якоря» (1945), «Безумства Зигфелда» (1946), «Пока плывут облака» (1946), «Целующийся бандит» (1948), «Плавучий театр» (1951) и «Целуй меня, Кэт» (1953). Также она дважды снялась вместе с Марио Ланца в музыкальных фильмах «Полуночный поцелуй» (1949) и «Любимец Нового Орлеана» (1950).
С завершением эры мюзиклов на студии «MGM» закончилась и кинокарьера Кэтрин. После этого Грэйсон переместилась на театральную сцену. Она появилась во многих комедийных пьесах, включая «Плавучий театр», «Розалинда», «Целуй меня, Кэт» и «Весёлая вдова», за роль в которой она была номинирована на театральную премию Сары Сиддонс. В 1962 году Кэтрин заменила Джули Эндрюс в бродвейской постановке «Камелот». Эта постановка стала очень успешной в её театральной карьере и в последующие 16 месяцев Грэйсон гастролировала с ней по многим городам США.
Кэтрин Грэйсон также не оставила свою карьеру в качестве оперной певицы. В 1960-х годах она выступила в таких операх, как «Богема», «Мадам Баттерфляй», «Орфей в аду» и «Травиата».
У актрисы были несколько ролей и на телевидении. В 1956 году она была номинирована на «Эмми» за свою роль в сериале «Театр Дженерал Электрик». В конце 1980-х годов она появилась в нескольких эпизодах сериала «Она написала убийство» с Энджелой Лэнсбери в главной роли.
Кэтрин Грэйсон дважды была замужем и оба брака заканчивались разводом. От второго супруга в 1948 году она родила дочь.
Последние годы жизни актриса была наблюдателем вокальной и хоровой студийной программы в Университете штата Айдахо. Кэтрин Грэйсон умерла во сне в своём доме в Лос-Анджелесе 17 февраля 2010 года в возрасте 88 лет.